# Sunset Moulding YCRC Challenger
O Sunset Moulding YCRC Challenger é um torneio de tênis, que faz parte da série ATP Challenger Tour, realizado de 2005 a 2009, em piso duro, em Yuba City, Califórnia, Estados Unidos.

## Edições

### Simples
| Ano  | Campeões      | Finalistas     | Placar             | Ref. |
| ---- | ------------- | -------------- | ------------------ | ---- |
| 2009 | Ryler DeHeart | Carsten Ball   | 6-2, 3-6, 7-5      |      |
| 2008 | Michael Yani  | Sam Warburg    | 7-6(7-5), 2-6, 6-3 |      |
| 2007 | Kevin Kim     | Bobby Reynolds | 6-4, 0-6, 6-3      |      |
| 2006 | Sam Querrey   | Sam Warburg    | 7-6(8-6), 6-1      |      |
| 2005 | Cecil Mamiit  | Paul Goldstein | 6-4, 6-4           |      |

### Duplas
| Ano  | Campeões                        | Finalistas                        | Placar             | Ref. |
| ---- | ------------------------------- | --------------------------------- | ------------------ | ---- |
| 2009 | Carsten Ball Travis Rettenmaier | Adam Feeney Nathan Healey         | 6-3, 6-4           |      |
| 2008 | Nicholas Monroe Michael Yani    | Jan-Michael Gambill Scott Oudsema | 6-4, 6-4           |      |
| 2007 | Harel Levy Sam Warburg          | Eric Nunez Jean-Julien Rojer      | 6-4, 6-4           |      |
| 2006 | Scott Lipsky David Martin       | Nicholas Monroe Horia Tecău       | 6-0, 6-4           |      |
| 2005 | Brandon Coupe Justin Gimelstob  | Santiago González Bruno Soares    | 6-2, 3-6, 7-6(7-1) |      |

## Ligações Externas
- Site Oficial